# Aleksandr Volkov (ishockeyspelare)
För andra betydelser, se Aleksandr Volkov.
Aleksandr Vladimirovitj Volkov, ryska: Александр Владимирович Волков, född 2 augusti 1997, är en rysk professionell ishockeyforward som spelar för NHL-laget Anaheim Ducks.
Han har tidigare spelat på NHL-nivå för Tampa Bay Lightning och på lägre nivåer för Syracuse Crunch i AHL.
Volkov draftades av Tampa Bay Lightning i andra rundan i 2017 års draft som 48:e spelare totalt.

## Statistik
| 2013–2014  | SKA 1946 Sankt Petersburg | MHL        | 16  | 2  | 2  | 4  | 6   | 5  | 0 | 0 | 0 | 0  |
| 2014–2015  | SKA 1946 Sankt Petersburg | MHL        | 54  | 11 | 8  | 19 | 36  | 17 | 1 | 1 | 2 | 4  |
| 2015–2016  | SKA 1946 Sankt Petersburg | MHL        | 42  | 16 | 11 | 27 | 34  | 3  | 0 | 0 | 0 | 0  |
| 2016–2017  | SKA Neva Sankt Petersburg | VHL        | 15  | 3  | 0  | 3  | 4   | 8  | 1 | 2 | 3 | 6  |
|            | SKA 1946 Sankt Petersburg | MHL        | 16  | 6  | 5  | 11 | 12  | 4  | 2 | 2 | 4 | 2  |
| 2017–2018  | Syracuse Crunch           | AHL        | 75  | 23 | 22 | 45 | 63  | 7  | 3 | 3 | 6 | 8  |
| 2018–2019  | Syracuse Crunch           | AHL        | 74  | 23 | 25 | 48 | 61  | 4  | 1 | 0 | 1 | 2  |
| 2019–2020  | Tampa Bay Lightning       | NHL        | 1   | 0  | 0  | 0  | 0   | —  | — | — | — | —  |
|            | Syracuse Crunch           | AHL        | 3   | 0  | 3  | 3  | 2   | —  | — | — | — | —  |
| NHL totalt | NHL totalt                | NHL totalt | 1   | 0  | 0  | 0  | 0   | —  | — | — | — | —  |
| AHL totalt | AHL totalt                | AHL totalt | 152 | 46 | 50 | 96 | 126 | 11 | 4 | 3 | 7 | 10 |
| MHL totalt | MHL totalt                | MHL totalt | 128 | 35 | 26 | 61 | 88  | 29 | 3 | 3 | 6 | 6  |

### Internationellt
| Källa: Uppdaterad: 2019-10-31 | Källa: Uppdaterad: 2019-10-31 | Källa: Uppdaterad: 2019-10-31 |         | Utv = Utvisningsminuter | Utv = Utvisningsminuter | Utv = Utvisningsminuter | Utv = Utvisningsminuter | Utv = Utvisningsminuter |
| År                            | Lag                           | Mästerskap                    | Matcher | Mål                     | Assists                 | Poäng                   | Utv                     |                         |
| ----------------------------- | ----------------------------- | ----------------------------- | ------- | ----------------------- | ----------------------- | ----------------------- | ----------------------- | ----------------------- |
| 2014                          | Ryssland                      | Ivan Hlinka                   | 4       | 0                       | 0                       | 0                       | 2                       |                         |
| Junior totalt                 | Junior totalt                 | Junior totalt                 | 4       | 0                       | 0                       | 0                       | 2                       |                         |